# Cuentas pendientes
Cuentas pendientes es el decimotercer álbum de estudio del músico español Enrique Bunbury. El disco, grabado en El Desierto Casa Estudio en México al igual que Greta Garbo, se caracteriza por dejar de lado el rock, enfocándose en su lugar en las raíces de la música latina. Fue lanzado el 25 de abril de 2025 por Warner Music Spain.

## Lista de canciones
| N.º   | Título                                 | Escritor(es)                                 | Duración |  |
| 1.    | «Para llegar hasta aquí»               | Enrique Bunbury                              | 3:53     |  |
| 2.    | «Saliendo del arrabal»                 | Bunbury                                      | 3:49     |  |
| 3.    | «Las chingadas ganas de llorar»        | Bunbury Roberto Castellanos                  | 3:19     |  |
| 4.    | «Serpiente»                            | Bunbury                                      | 4:27     |  |
| 5.    | «Loco»                                 | Bunbury Pedro Guerra                         | 3:40     |  |
| 6.    | «Cuentas pendientes»                   | Bunbury                                      | 3:44     |  |
| 7.    | «Te puedes a todo acostumbrar»         | Bunbury                                      | 3:57     |  |
| 8.    | «La hiedra»                            | Alfredo González Gutiérrez Pachi García Alis | 4:04     |  |
| 9.    | «Como una sombra»                      | Bunbury Guillermo Marín                      | 3:21     |  |
| 10.   | «El baile de disfraces y la tentación» | Bunbury Francisco Javier Corellano           | 4:04     |  |
| 38:22 |                                        |                                              |          |  |

## Personal
En febrero de 2025, después del lanzamiento del primer sencillo "Para llegar hasta aquí", Bunbury anunció el grupo de músicos con los que grabó el álbum.
Músicos:
- Enrique Bunbury - Voz, producción
- Sebastián Aracena - Guitarras, instrumentos de cuerda
- Luri Molina - Contrabajo
- Johnny Molina - Percusiones
- Jorge Rebenaque - Piano, acordeón, teclados
- Ramón Gacías - Batería, producción

Personal
- Daniel Bitrán - Ingeniero de sonido[7]